# Р (самолёт)
Р — проект десантно-транспортного самолёта, грузоподъемностью до 30 человек или общей массой до 3 тонн, с возможностью перевозки автотранспортных средств.

## Предназначение
Конструкция самолёта выполнена в виде двухпалубного высокоплана, имеющего два поршневых двигателя АШ-62ИР, мощность каждого из которых — 1000 лошадиных сил, и V-образное оперение.
При откидывании в сторону носового и хвостового обтекателей грузовая кабина предполагала обеспечение сквозного проезда. Загрузку самолёта планировалось осуществлятьтельфером на монорельсе, либо втягиванием грузов бортовой лебёдкой, либо с помощью автомобиля, проезжающего сквозь грузовой отсек.
Силовой пол самолёта планировался на высоте кузова автомобиля ГАЗ-61 с целью облегчения ручной загрузки самолёта. Помимо прочего был рассмотрен вариант с двухбалочным фюзеляжем, под которым подвешивалась бы легкоотделяемая грузовая кабина, предварительно загружаемая на земле.
Кроме того, предусматривалось использовать самолёт в качестве буксира для планеров с полётной массой от 3 до 6 тонн. Проект предполагал установку следующего вооружения: две установки 12,7-мм пулемётов, одна из которых располагалась на крыше, другая в корме машины.

## Характеристики
Проектом предусматривалось создание удобного для быстротой погрузки и выгрузки.самолёта со следующими основными характеристиками:
- максимальной взлётной массой 13,5 тонн
- длиной разбега и пробега не более 200 м,
- посадочной скоростью 85 — 90 км/ч